# 포르드페
포르드페(프랑스어: Port-de-Paix, 아이티어: Pòdepè 또는 Pòdpè)는 아이티 북서부 주 포르드페 구에 위치한 도시이다. 2015년 기준 추계인구는 약 462,000명이다. 해발 고도는 36 m이다. 아이티에서 10번째로 인구가 많은 도시이다.